# Le Landin
Le Landin – miejscowość i gmina we Francji, w regionie Normandia, w departamencie Eure. Przez miejscowość przepływa Sekwana. 
Według danych na rok 1990 gminę zamieszkiwało 160 osób, a gęstość zaludnienia wynosiła 51 osób/km² (wśród 1421 gmin Górnej Normandii Le Landin plasuje się na 739 miejscu pod względem liczby ludności, natomiast pod względem powierzchni na miejscu 832).